# Atoyaquillo, Guerrero
Atoyaquillo är en ort i Mexiko.   Den ligger i kommunen Coyuca de Benítez och delstaten Guerrero, i den södra delen av landet, 280 km söder om huvudstaden Mexico City. Atoyaquillo ligger 135 meter över havet och antalet invånare är 477.
Terrängen runt Atoyaquillo är huvudsakligen kuperad, men åt nordost är den bergig. Runt Atoyaquillo är det ganska glesbefolkat, med 25 invånare per kvadratkilometer. Närmaste större samhälle är Coyuca de Benítez, 11,7 km söder om Atoyaquillo. Omgivningarna runt Atoyaquillo är en mosaik av jordbruksmark och naturlig växtlighet.